# Camponotus lancifer
Camponotus lancifer är en myrart som beskrevs av Carlo Emery 1894. Camponotus lancifer ingår i släktet hästmyror, och familjen myror. Inga underarter finns listade.